# Закупи
Закупи (чеш. Zákupy [ˈzaːkupɪ]; бывший Рейхштадт (нем. Reichstadt) — город на севере Чехии (Либерецкий край), известный с 1306 года. До Второй мировой войны основное население составляли судетские немцы, а сам город именовался по-немецки Рейхштадтом (Reichstadt; «имперский город») — равно как и его замок, оставивший заметный след в европейской истории. Население составляет 2 834 жителя (2009).

## Рейхштадтский замок
Замок был возведён чешским вельможей из рода Берка из Дуба в 1541 году в ренессансном стиле. Почти через сто лет в 1632 году владельцем замка стал эрцгерцог Юлий Генрих Саксен-Лауэнбургский. После разорения шведами в годы Тридцатилетней войны его потомки восстановили замок с привлечением ведущих мастеров барокко из Саксонии и Италии.
После смерти последнего герцога Саксен-Лауэнбургского его дочь была выдана за Гастоне Медичи — представителя знаменитой династии, который с ней в этой «богемской деревне» до восшествия на тосканский престол. После его смерти сестра герцога, Анна Мария, завещала Рейхштадт новому прмома Габсбургов. В 1818 году император Франц II подарил его своему внуку Наполеону II, который вследствие этого приобрёл титул герцога Рейхштадтского, хотя в городе никогда не бывал. В 1848 году замок был обновлён и украшен, чтобы стать резиденцией отрёкшегося от престола императора Фердинанда.
В 1876 году здесь состоялись переговоры императора австрийского с русским императором, в ходе которых был гарантирован нейтралитет Австрии в отношении предстоящей русско-турецкой войны (см. Рейхштадтское соглашение). В 1890 году в Рейхштадском замке габсбургский престолонаследник Франц-Фердинанд сыграл свадьбу с графиней Хотек.

## Население
| Год  | Численность | Численность |
| ---- | ----------- | ----------- |
| 1869 | 4411        | [ 5 ]       |
| 1880 | 4266        | [ 5 ]       |
| 1890 | 3658        | [ 5 ]       |
| 1900 | 3534        | [ 5 ]       |
| 1910 | 3330        | [ 5 ]       |
| 1921 | 3533        | [ 5 ]       |
| 1930 | 3821        | [ 5 ]       |
| 1950 | 2437        | [ 5 ]       |
| 1961 | 2482        | [ 5 ]       |
| 1970 | 2446        | [ 5 ]       |
| 1980 | 2278        | [ 5 ]       |
| 1991 | 1987        | [ 5 ]       |
| 2001 | 2593        | [ 5 ]       |
| 2014 | 2810        | [ 6 ]       |
| 2016 | 2813        | [ 7 ]       |
| 2017 | 2817        | [ 8 ]       |
| 2018 | 2845        | [ 9 ]       |
| 2019 | 2850        | [ 10 ]      |
| 2020 | 2851        | [ 11 ]      |
| 2021 | 2845        | [ 12 ]      |
| 2022 | 2855        | [ 13 ]      |
| 2023 | 2971        | [ 14 ]      |
| 2024 | 2937        | [ 3 ]       |